# Зелени — Социјална правда
Зелени — Социјална правда (скраћено Зелени — СП) је политичка странка у Републици Србији, која је основана 4. јуна 2007. године у Новом Саду. Њен почасни председник је српски и југословенски књижевник Перо Зубац, садашња председница политичке странке је Јарослава Богићевић. Основне активности странке усмерене су на побољшање социјалних услова живота пензионера и свих социјално и материјално угрожених новосађана.
Основни разлози ове странке за појављивање на политичкој сцени јесу да својим утицајем на рад органа локалне самоуправе обезбеди неопходна средства за испуњење постављених циљева и бори се за права социјално угрожених грађана Новог Сада.

## Оснивање
Странка је основана 4. јуна 2007. године под именом Удружени пензионери и социјална правда она је настала из хуманитарног фонда Социјална правда. Странка је променила име у Зелени — Социјална правда 2014. године.

## Избори 2008.
На локалним изборима 2008. године странка је добила 5311 гласова, односно 3,03% од укупног броја гласова. Тиме је УПИСП стала раме уз раме и чак остварила боље резултате од многих странака које су постојале годинама пре.

## Избори 2012.
Странка је 6. маја 2012. године наступала самостално на локалним изборима у две општине у Војводини, у Новом Саду и Бачкој Тополи.
На покрајинским изборима је подржала Демократску странку.
Од Покрајинског одбора Демократске странке странка је добила обећање да ће најмање 1000 најугроженијих пензионера сваке године боравити у једној од бања у покрајини седам дана бесплатно.